# Железничка станица Топчидер
Железничка станица Топчидер је једна од железничких станица на прузи Београд—Бар и Београд—Ниш. Налази се у насељу Топчидер у општини Савски венац у Београду. Наставља се у једном смеру ка Раковици, у другом према Београд главној станици, у трећем према Новом Београду. Железничка станица Топчидер састоји се из 6 колосека.
Електрична сигнализација на станици је уведена 1937.
После укидања некадашње главне железничке станице, станица Топчидер је до 30. септембра 2021. била полазна за линију Београд—Бар.